# Кубок Колумбії з футболу
Кубок Колумбії з футболу — клубний турнір із футболу в Колумбії, другий за значенням після Категорія Прімера A. Найбільшу популярність турнір мав в золоту еру колумбійського клубного футболу — епоху Ельдорадо. Після цього проводився лише епізодично.
У 2008 році турнір було відроджено після майже 20-літнього періоду, коли він не розігрувався. Володар Кубка Колумбії отримує право виступити у Південноамериканський кубок.
З 2015 року турнір був підтриманий пивоварною компанією Bavaria, виробником пива Águila, тому кубок був перейменований на Copa Águila.

## Фінали
| Сезон         | Чемпіон                | Фіналіст               |
| ------------- | ---------------------- | ---------------------- |
| Copa Colombia |                        |                        |
| 1950-51       | Бока Хуніорс Калі      | Санта-Фе               |
| 1951-52       | Бока Хуніорс Калі      | Мільйонаріос           |
| 1952-53       | Мільйонаріос           | Бока Хуніорс Калі      |
| 1956          | Мільйонаріос           | Індепендьєнте Медельїн |
| 1962-63       | Мільйонаріос           | Депортіво Калі         |
| 1981          | Індепендьєнте Медельїн | Депортіво Калі         |
| 1989          | Санта-Фе               | Уніон Магдалена        |
| Copa Postobón |                        |                        |
| 2008          | Ла Екідад              | Онсе Кальдас           |
| 2009          | Санта-Фе               | Депортіво Пасто        |
| 2010          | Депортіво Калі         | Ітагуї                 |
| 2011          | Мільйонаріос           | Бояка Чико             |
| 2012          | Атлетіко Насьйональ    | Депортіво Пасто        |
| 2013          | Атлетіко Насьйональ    | Мільйонаріос           |
| 2014          | Депортес Толіма        | Санта-Фе               |
| Copa Águila   |                        |                        |
| 2015          | Хуніор де Барранкілья  | Санта-Фе               |
| 2016          | Атлетіко Насьйональ    | Хуніор де Барранкілья  |
| 2017          | Хуніор де Барранкілья  | Індепендьєнте Медельїн |
| 2018          | Атлетіко Насьйональ    | Онсе Кальдас           |
| 2019          | Індепендьєнте Медельїн | Депортіво Калі         |
| 2020          | Індепендьєнте Медельїн | Депортес Толіма        |
| 2021          | Індепендьєнте Медельїн | Депортиво Перейра      |
| 2022          | Мільйонаріос           | Хуніор де Барранкілья  |
| 2023          | Атлетіко Насьйональ    | Мільйонаріос           |
| 2024          | Атлетіко Насьйональ    | Америка де Калі        |

## Титули за клубами
| Клуб                   | Переможці | Фіналісти | Роки перемог                             | Роки фіналів     |
| ---------------------- | --------- | --------- | ---------------------------------------- | ---------------- |
| Атлетіко Насьйональ    | 7         | 0         | 2012, 2013, 2016, 2018, 2021, 2023, 2024 | -                |
| Мільйонаріос           | 4         | 3         | 1953, 1963, 2011, 2022                   | 1952, 2013, 2023 |
| Індепендьєнте Медельїн | 3         | 1         | 1981, 2019, 2020                         | 2017             |
| Санта-Фе               | 2         | 3         | 1989, 2009                               | 1951, 2014, 2015 |
| Хуніор де Барранкілья  | 2         | 2         | 2015, 2017                               | 2016, 2022       |
| Бока Хуніорс Калі      | 2         | 1         | 1951, 1952                               | 1953             |
| Депортіво Калі         | 1         | 3         | 2010                                     | 1963, 1981, 2019 |
| Депортес Толіма        | 1         | 1         | 2014                                     | 2020             |
| Ла Екідад              | 1         | 0         | 2008                                     | -                |
| Депортіво Пасто        | 0         | 2         |                                          | 2009, 2012       |
| Онсе Кальдас           | 0         | 2         | -                                        | 2008, 2018       |
| Уніон Магдалена        | 0         | 1         | -                                        | 1989             |
| Ітагуї                 | 0         | 1         | -                                        | 2010             |
| Бояка Чико             | 0         | 1         | -                                        | 2011             |
| Депортиво Перейра      | 0         | 1         | -                                        | 2021             |
| Америка де Калі        | 0         | 1         | -                                        | 2024             |